# Şoray Uzun

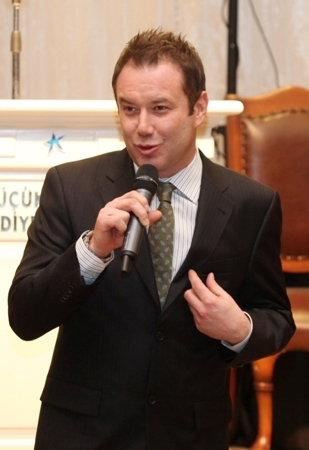
Şoray Uzun

Şoray Uzun (* 1967 in Razgrad, Bulgarien) ist ein türkischer Schauspieler, Drehbuchautor, Regisseur und Sänger. Er hat an der Marmara-Universität in Istanbul studiert.

## Filmografie

### Kinofilme
- 1988: Salıncakta Üç Kişi
- 1992: Romeo Ve Juliet
- 1992: Denize Hançer Düştü
- 1996: İstanbul 24 Saat
- 1998: Cumhuriyet

### Fernsehserien
- 1987: Belene
- 1992: Karşı Show
- 1993: Barışta Savaşanlar
- 1994: Kaygısızlar
- 1994: Geçmişin İzleri
- 1995: Evdekiler
- 1995: Bizim Ev
- 1996: Süt Kardeşler
- 1997: Baskül Ailesi
- 1998: Ruhsar
- 1999: Köstebek
- 2000: Zülküf İle Zarife
- 2002: Öyle bir Sevdi ki
- 2005: Sonradan Görme
- 2008: Mesut Mutlu Mümin
- seit 2012: Seksenler
- seit 2013: Çocuklar Duymasın
- seit 2014: Seksenler

### Sonstiges
Drehbuch
- Süt Kardeşler
- Cevap Soruda
- Şoray Uzun Yolda

Regie
- Süt Kardeşler